# Seru Epenisa Cakobau

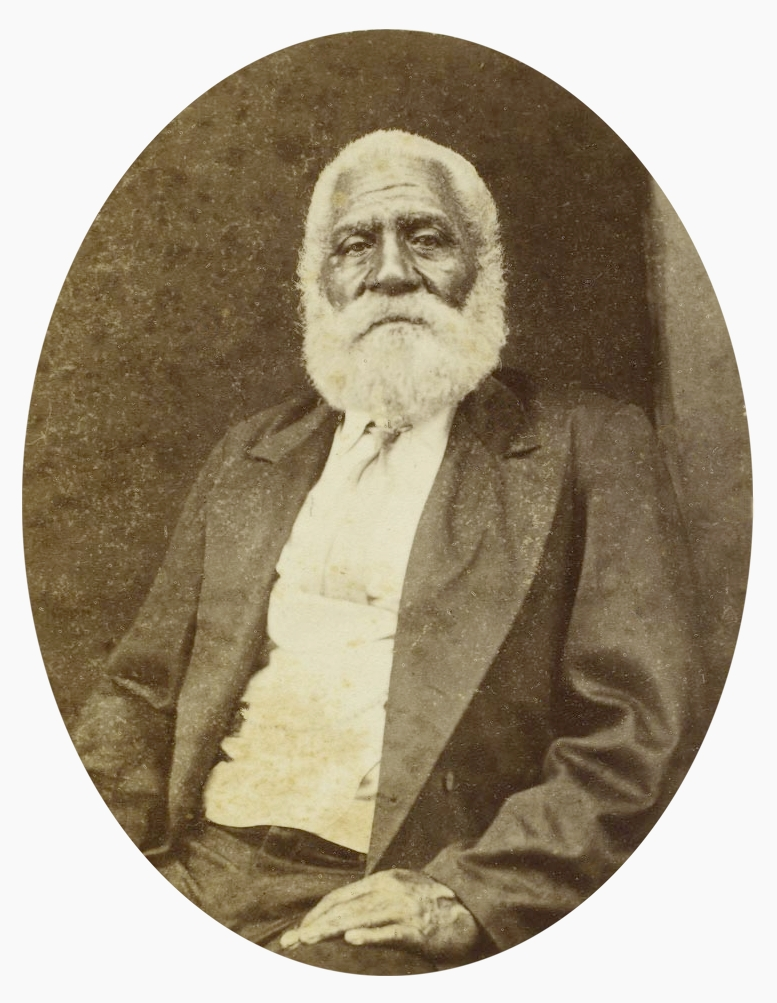
Cakobau při návštěvě Austrálie v 70. letech 19. století

Seru Epenisa Cakobau (Miloslav Stingl používá přepis Thakombau) (1815—1883) byl první a poslední král sjednoceného Fidži.
Jeho otcem byl náčelník (tradiční titul Vunivalu) ostrova Bau (Mbau) Tanoa Wisawaqa, který spojením obratné diplomacie a využíváním evropských žoldnéřů vybavených plachetnicemi a střelnými zbraněmi učinil z malého ostrůvku centrum mocné říše, ovládající velkou část souostroví. Chlapec dostal jméno Seru (cukrová třtina), protože po smrti matky byl živen sladkou třtinovou šťávou. V roce 1832 Tanou svrhl Navuaka Komainaqaranikula Tui Veikoso, král musel odejít do emigrace na ostrov Taveuni. Podceňovaný Seru, který navenek nejevil zájem o politiku, v roce 1837 zorganizoval povstání, které vrátilo vládu do rukou jeho otce. Díky tomu získal nové jméno Cakobau (Dobyvatel Bau). Po Tanoově smrti v roce 1852 se stal jeho nástupcem, do roku 1865 sjednotil v sérii krvavých válek pod svou vládou celé Fidži kromě vzdáleného souostroví Lau, které ovládala Tonga. V roce 1867 se jmenoval králem celého Fidži (Tui Viti), vytvořil ústavu podle evropského vzoru, jmenoval parlament a vládu.
Po celou svoji vládu však Cakobau musel čelit tlaku koloniálních velmocí, které chtěly Fidži získat pod svoji správu. Jedním z argumentů bylo, že zaostalým domorodcům je třeba přinést moderní civilizaci a její zákony (misionáři odsuzovali zejména rituální vraždění vdov), proto v roce 1854 obávaný kanibal, pohan a bigamista Cakobau formálně přijal křesťanství a snažil se s cizinci vycházet co nejlépe. Nicméně americký konzul John Brown Williams žádal po fidžijském státu náhradu škod, které utrpěl při požáru svého domu (ačkoli oheň založil sám při nepodařeném ohňostroji na oslavu 4. července) a díky úrokům navýšil svoji pohledávku z 5000 dolarů na 44000 $ s tím, že pokud Cakobau nezaplatí v hotovosti, vezmou si Američané jeho království (tento nárok podpořily USA ozbrojenou intervencí v letech 1855 a 1858). Ochranu před americkou rozpínavostí hledal Cakobau u Britů, podporoval jejich usazování na ostrovech: jeden z nich, John Bates Thurston, se stal předsedou vlády a řídil fidžijskou politiku podle zájmů bohatých bílých plantážníků. Nakonec Cakobau předal své zadlužené a nefunkční království do rukou britské koruny (smlouva byla podepsána 10. října 1874).
Vzdáleným Cakobauovým potomkem z matčiny strany byl první premiér nezávislého Fidži Kamisese Mara.

Vlajka Cakobauova království